# Centrale nucléaire de Cherokee
La centrale nucléaire de Cherokee est un projet abandonné de construction d'une centrale nucléaire à Gaffney dans le comté de Cherokee en Caroline du Sud aux États-Unis. Duke Power lance la construction de la centrale nucléaire à trois réacteurs au début des années 1970. Cependant, en raison de problèmes économiques, le projet est abandonné au début des années 1980.
La centrale est surtout connue comme étant le lieu de tournage du film Abyss de James Cameron, sorti en 1989.